# Steinburg
El  Districte de Steinburg (en alemany Kreis Steinburg, baix alemany Kreis Steenborg) és un landkreis (districte) a l'estat federal de Slesvig-Holstein (Alemanya). Té com a seu administrativa la ciutat d'Itzehoe. S'ha afiliat a l'Àrea metropolitana d'Hamburg.

## Geografia
Steinburg limita al nord-oest amb el Canal de Kiel, al nord amb el districte de Rendsburg-Eckernförde, a l'est amb Segeberg, al sud-est amb Pinneberg i al sud-oest amb l'Elba i la Baixa Saxònia.

## Composició del districte
| Ciutats i municipis independents                          |
| --------------------------------------------------------- |
| 1. Glückstadt 2. Itzehoe (Itzhoe) 3. Wilster (De Welster) |

Amts
- 1. Amt Breitenburg (Bredenborg)

1. Auufer
2. Breitenberg
3. Breitenburg (Bredenborg) (seu)
4. Kollmoor
5. Kronsmoor
6. Lägerdorf
7. Moordiek
8. Münsterdorf
9. Oelixdorf
10. Westermoor
11. Wittenbergen

- 2. Amt Horst-Herzhorn

1. Altenmoor
2. Blomesche Wildnis
3. Borsfleth
4. Engelbrechtsche Wildnis
5. Herzhorn
6. Hohenfelde
7. Horst (seu)
8. Kiebitzreihe
9. Kollmar
10. Krempdorf
11. Neuendorf prop d'Elmshorn
12. Sommerland

- 3. Amt Itzehoe-Land 
(Seu: Itzehoe (Itzehoe))

1. Bekdorf
2. Bekmünde
3. Drage
4. Heiligenstedten
5. Heiligenstedtenerkamp
6. Hodorf
7. Hohenaspe
8. Huje
9. Kaaks
10. Kleve
11. Krummendiek
12. Lohbarbek
13. Mehlbek
14. Moorhusen
15. Oldendörp
16. Ottenbüttel
17. Peissen
18. Schlotfeld
19. Silzen
20. Winseldorf

- 4. Amt Kellinghusen

1. Brokstedt
2. Fitzbek
3. Hennstedt
4. Hingstheide
5. Hohenlockstedt
6. Kellinghusen (seu)
7. Lockstedt
8. Mühlenbarbek
9. Oeschebüttel
10. Poyenberg
11. Quarnstedt
12. Rade
13. Rosdorf
14. Sarlhusen
15. Störkathen
16. Wiedenborstel
17. Willenscharen
18. Wrist
19. Wulfsmoor

- 5. Amt Krempermarsch

1. Bahrenfleth
2. Dägeling
3. Elskop
4. Grevenkop
5. Krempe (Seu)
6. Kremperheide
7. Krempermoor
8. Neuenbrook
9. Rethwisch
10. Süderau

- 6. Amt Schenefeld (Scheenfeld)

1. Aasbüttel
2. Agethorst
3. Besdorf
4. Bokelrehm
5. Bokhorst
6. Christinenthal
7. Gribbohm
8. Hadenfeld
9. Holstenniendorf
10. Kaisborstel
11. Looft
12. Nienbüttel
13. Nutteln
14. Oldenborstel
15. Pöschendorf
16. Puls
17. Reher
18. Schenefeld (seu)
19. Vaale
20. Vaalermoor
21. Wacken
22. Warringholz

- 7. Amt Wilstermarsch 
(Seu: Wilster)

1. Aebtissinwisch
2. Beidenfleth
3. Brokdorf
4. Büttel
5. Dammfleth
6. Ecklak
7. Kudensee
8. Landrecht
9. Landscheide
10. Neuendorf-Sachsenbande
11. Nortorf
12. Sankt Margarethen
13. Stördorf
14. Wewelsfleth